# NGC 1600
NGC 1600 (również PGC 15406) – galaktyka eliptyczna (E3), znajdująca się w gwiazdozbiorze Erydanu. Odkrył ją William Herschel 26 listopada 1786 roku. Jest położona w odległości około 200 milionów lat świetlnych od Ziemi.
W centrum NGC 1600 znajduje się jedna z największych znanych supermasywnych czarnych dziur. Jej masę ocenia się na około 17 miliardów mas Słońca, co stanowi aż 2% masy całej galaktyki, czyli 10 razy więcej niż się spodziewano w przypadku galaktyki o tej masie. Wielkość tej czarnej dziury jest zaskakująca również dlatego, że tak ogromne czarne dziury do tej pory odnajdywano w masywnych galaktykach należących do dużych gromad galaktyk, natomiast NGC 1600 należy do stosunkowo niewielkiej grupy galaktyk liczącej tylko około 20 członków.
Przypuszcza się, że supermasywna czarna dziura w centrum NGC 1600 urosła poprzez połączenie się z supermasywną czarną dziurą z innej galaktyki, po czym rosła dalej, pochłaniając gaz, który kierował się ku centrum galaktyki w wyniku kolejnych zderzeń galaktyk. Badania wykonane za pomocą teleskopu Gemini North wykazały, że gwiazdy znajdujące się w odległości około 3 tysięcy lat świetlnych od jądra galaktyki poruszają się w sposób świadczący o tym, że w przeszłości było w tym rejonie dużo więcej gwiazd, lecz zostały one wyrzucone poza centrum galaktyki. Proces ten został prawdopodobnie zainicjowany w odległej przeszłości przez wspomniane połączenie czarnych dziur. Masę gwiazd wyrzuconych z centralnych rejonów NGC 1600 szacuje się na 40 miliardów M☉, co odpowiada wyrzuceniu całego dysku Drogi Mlecznej.